# Svenska mästerskapen i kortbanesimning 1992
Svenska mästerskapen i kortbanesimning 1992 avgjordes i Norrköping 1992. Det var den 40:e upplagan av kortbane-SM.

## Medaljsummering

### Herrar
| Gren            | Guld                     | Guld                  | Silver                  | Silver                | Brons                    | Brons                 |
| 50 m frisim     | Joakim Holmqvist 22,56   | Jönköpings SS         | Jan Karlsson 22,86      | Borlänge SS           | Christer Wallin 22,96    | Mölndals ASS          |
| 100 m frisim    | Tommy Werner 49,10       | Karlskrona SS         | Fredrik Letzler 49,20   | Spårvägens SF         | Joakim Holmqvist 49,40   | Jönköpings SS         |
| 200 m frisim    | Anders Holmertz 1.46,66  | Spårvägens SF         | Lars Frölander 1.48,70  | Borlänge SS           | Christer Wallin 1.48,98  | Mölndals ASS          |
| 400 m frisim    | Anders Holmertz 3.49,54  | Spårvägens SF         | Christer Wallin 3.51,39 | Mölndals ASS          | Jonas Lundström 3.53,98  | Södertälje SS         |
| 1500 m frisim   | Jonas Lundström 15.18,29 | Södertälje SS         | Ola Strömberg 15.22,20  | Malmö KK              | Marcus Ahlström 15.41,00 | Väsby SS              |
| 50 m fjärilsim  | Jan Karlsson 23,86       | Borlänge SS           | Jonas Åkesson 24,68     | Södertälje SS         | Rudi Dollmayer 24,86     | SK Ran                |
| 100 m fjärilsim | Lars Frölander           | Borlänge SS           | Jan Karlsson 54,15      | Borlänge SS           | Jonas Lögdberg 54,89     | Täby Sim              |
| 200 m fjärilsim | Gustaf Johansson 2.00,65 | Täby Sim              | Mats Rasmusson 2.01,02  | Helsingborgs S        | Stefan Gullberg 2.01,64  | Stockholmspolisens IF |
| 50 m ryggsim    | Rudi Dollmayer 25,53     | SK Ran                | Zsolt Hegmegi 25,85     | Jönköpings SS         | Jan Karlsson 26,23       | Borlänge SS           |
| 100 m ryggsim   | Rudi Dollmayer 55,42     | SK Ran                | Daniel Lönnberg 55.47   | Karlskrona SS         | Zsolt Hegmegi 55,60      | Jönköpings SS         |
| 200 m ryggsim   | Daniel Lönnberg 2.00,69  | Karlskrona SS         | Pär Gustafsson 2.00,79  | Ängelholms SS         | Tobias Marklund 2.01,36  | Piteå Sim             |
| 50 m bröstsim   | Patrik Isaksson 29,17    | Västerås SS           | Mickael Alpfors 29,23   | Malmö KK              | Anders Bengtsson 29,36   | SK Triton             |
| 100 m bröstsim  | Peter Haraldsson 1.03,46 | Södertälje SS         | Magnus Classén 1.03,66  | Norrköpings KK        | Anders Bengtsson 1.03,73 | SK Triton             |
| 200 m bröstsim  | Mickael Alpfors 2.15,55  | Malmö KK              | Magnus Classén 2.16,28  | Norrköpings KK        | Willy Ahlström 2.17,62   | SK Neptun             |
| 100 m medley    | Anders Holmertz 56,90    | Spårvägens SF         | Peter Haraldsson 57,02  | Södertälje SS         | Hans-Olov Nilsson 57,41  | Malmö KK              |
| 200 m medley    | Anders Holmertz 2.01,67  | Spårvägens SF         | Daniel Karlsson 2.03,09 | Täby Sim              | Björn Möller 2.05,05     | Malmö KK              |
| 400 m medley    | Daniel Karlsson 4.18,86  | Täby Sim              | Fredrik Lundin 4.19,87  | Ystads SS             | Björn Möller 4.26,88     | Malmö KK              |
| 4x50 m frisim   | Karlskrona SS 1.30,53    | Karlskrona SS 1.30,53 | Borlänge SS 1.30,74     | Borlänge SS 1.30,74   | Jönköpings SS 1.31,62    | Jönköpings SS 1.31,62 |
| 4x100 m frisim  | Karlskrona SS 3.18,80    | Karlskrona SS 3.18,80 | Borlänge SS 3.19,77     | Borlänge SS 3.19,77   | Jönköpings SS 3.22,80    | Jönköpings SS 3.22,80 |
| 4x100 m medley  | Karlskrona SS 3.44,24    | Karlskrona SS 3.44,24 | Spårvägens SF 3.46,81   | Spårvägens SF 3.46,81 | Södertälje SS 3.47,18    | Södertälje SS 3.47,18 |

### Damer
| Gren            | Guld                      | Guld                   | Silver                     | Silver                | Brons                       | Brons                  |
| 50 m frisim     | Linda Olofsson 25,03      | Sundsvalls SS          | Ellenor Svensson 26,21     | Norrköpings KK        | Maria Andersson 26,32       | Malmö KK               |
| 100 m frisim    | Linda Olofsson 55,29      | Sundsvalls SS          | Ellenor Svensson 56,16     | Norrköpings KK        | Malin Nilsson 57,30         | Malmö KK               |
| 200 m frisim    | Malin Nilsson 2.01,22     | Malmö KK               | Annika Rasmusson 2.02,88   | Malmö KK              | Ellenor Svensson 2.03,59    | Norrköpings KK         |
| 400 m frisim    | Malin Nilsson 4.12,92     | Malmö KK               | Ann-Sofie Jönsson 4.19,35  | Tunafors SK           | Cecilia Kentell 4.19,89     | Malmö KK               |
| 800 m frisim    | Malin Nilsson 8.35,89     | Malmö KK               | Ann-Sofie Jönsson 8.52,61  | Tunafors SK           | Viktoria Gadd 8.56,44       | Växjö SS               |
| 50 m fjärilsim  | Louise Karlsson 27,71     | Helsingborgs S         | Malin Strömberg 27,81      | Ystads SS             | Linda Olofsson 28,59        | Sundsvalls SS          |
| 100 m fjärilsim | Malin Strömberg 1.01,08   | Ystads SS              | Therese Lundin 1.01,81     | Helsingborgs S        | Anna Lindberg 1.01,83       | Helsingborgs S         |
| 200 m fjärilsim | Malin Strömberg 2.14,79   | Ystads SS              | Christina Öhlund 2.15,83   | Piteå Sim             | Therese Lundin 2.15,87      | Helsingborgs S         |
| 50 m ryggsim    | Therese Lundin 29,63      | Helsingborgs S         | Therese Alshammar 30,00    | Järfälla S            | Linda Olofsson 30,34        | Sundsvalls SS          |
| 100 m ryggsim   | Therese Alshammar 1.03,43 | Järfälla S             | Ulrika Jardfeldt 1.03,61   | Turebergs IF          | Annika Rasmusson 1.04,96    | Malmö KK               |
| 200 m ryggsim   | Annika Rasmusson 2.15,40  | Malmö KK               | Veronica Svensson 2.18,77  | Ystads SS             | Anna Nilsson 2.18,89        | Södertälje SS          |
| 50 m bröstsim   | Louise Karlsson 31,52     | Helsingborgs S         | Hanna Jaltner 33,17        | Växjö SS              | Anna Rosengren 33,18        | Falu SS                |
| 100 m bröstsim  | Louise Karlsson 1.09,20   | Helsingborgs S         | Anna Rosengren 1.10,85     | Falu SS               | Anna Jensen 1.11,54         | Växjö SS               |
| 200 m bröstsim  | Louise Karlsson 2.30,07   | Helsingborgs S         | Anna Jensen 2.33,11        | Växjö SS              | Gisela Brunmar 2.34,69      | SK Triton              |
| 100 m medley    | Louise Karlsson 1.01,46   | Helsingborgs S         | Ulrika Jardfeldt 1.03,82   | Turebergs IF          | Helena Kälvehed 1.04,79     | Norrköpings KK         |
| 200 m medley    | Louise Karlsson 2.15,55   | Helsingborgs S         | Lourette Håkansson 2.20,01 | Kristinebergs SK      | Liselotte Petersson 2.20,23 | Södertörns SS          |
| 400 m medley    | Ann-Sofie Jönsson 4.53,48 | Tunafors SK            | Lourette Håkansson 4.57,12 | Kristinebergs SK      | Cecilia Kentell 4.58,13     | Malmö KK               |
| 4x50 m frisim   | Helsingborgs S 1.43,96    | Helsingborgs S 1.43,96 | Malmö KK 1.45,56           | Malmö KK 1.45,56      | Norrköpings KK 1.45,97      | Norrköpings KK 1.45,97 |
| 4x100 m frisim  | Helsingborgs S 3.47,59    | Helsingborgs S 3.47,59 | Malmö KK 3.48,44           | Malmö KK 3.48,44      | Norrköpings KK 3.50,10      | Norrköpings KK 3.50,10 |
| 4x100 m medley  | Helsingborgs S 4.12,63    | Helsingborgs S 4.12,63 | Södertälje SS 4.18,76      | Södertälje SS 4.18,76 | Malmö KK 4.19,68            | Malmö KK 4.19,68       |